# 전은채
전은채(본명 : 전윤지 | 1987년 7월 22일 ~ )는 대한민국의 배우이다.

## 연기 활동

### 드라마
- 《해피시스터즈》( 2017년 ~ 2018년, SBS)
- 《엄마가 바람났다》( 2020년, SBS ) - 최미영 역

### 영화
- 2015년 《내부자들》- 서혜진 역
- 2015년 《내부자들 : 디 오리지널》- 서혜진 역
- 2017년 《로마서 8:37》- 아영 역
- 2017년 《메소드》- 인터뷰 기자 역
- 2018년 《마약왕》- 산발윤락녀 역
- 2018년 《안락소》- 미래 역

### 연극
- 2011년 《푸르가토리움》
- 2013년 《더 게임:죄와 벌》
- 2013년 《라긴》
- 2015년 《스탑 키스》
- 2016년 《세 자매》